# Isole Poor Knights
Le Isole Poor Knights sono un arcipelago di isole disabitate della Nuova Zelanda, situate a circa 50 km a nord-est di Whangarei, nella regione di Northland.
L'arcipelago è composto da due isole principali Tawhiti Rahi (1,51 km²) e Aorangi (1,01 km²), circondate da una serie di piccoli isolotti.

## Fauna
Le isole sono l'unico sito di nidificazione della berta di Burrell (Ardenna bulleri), un uccello acquatico della famiglia Procellariidae.
Nel periodo estivo nelle acque intorno alle isole si assiste al raduno di centinaia di esemplari di pastinaca liscia (Dasyatis brevicaudata) per motivi forse legati alla riproduzione.